# Circuit du Houtland 2017
Le Circuit du Houtland 2017 est la 72e édition de cette course cycliste sur route. Il a eu lieu le 20 septembre 2017. La course fait partie du calendrier UCI Europe Tour 2017 en catégorie 1.1.

## Présentation

### Équipes
| WorldTeams (3)- Lotto-Soudal - Lotto NL-Jumbo - Team Sunweb Équipes continentales professionnelles (5)- Sport Vlaanderen-Baloise - Wanty-Groupe Gobert - Verandas Willems-Crelan - WB-Veranclassic-Aqua Protect - Roompot-Nederlandse Loterij Équipes continentales (10)- Cibel-Cebon - Pauwels Sauzen-Vastgoedservice - Tarteletto-Isorex - Metec-TKH-Mantel - Baby-Dump - Roubaix Lille Métropole - Uno-X Hydrogen Development - Coop - Differdange-Losch - Leopard |
| |

## Classement général
| \| Classement général \| Classement général \| Classement général \| Classement général \| Classement général \| \| Coureur \| Coureur \| Pays \| Équipe \| Temps \| \| ------------------ \| ------------------ \| ------------------ \| --------------------------- \| ------------------ \| \| 1er \| Tom Devriendt \| Belgique \| Wanty-Groupe Gobert \| \| \| 2e \| Maarten Wynants \| Belgique \| LottoNL-Jumbo \| \| \| 3e \| Brian van Goethem \| Pays-Bas \| Roompot-Nederlandse Loterij \| \| \| 4e \| André Greipel \| Allemagne \| Lotto-Soudal \| \| \| 5e \| Max Walscheid \| Allemagne \| Team Sunweb \| \| |                   |           |                             |       |
| |                   |           |                             |       |
| Sources : ProCyclingStats Cycling Quotient Cycling Archives |                   |           |                             |       |
| Classement général |                   |           |                             |       |
| Coureur | Coureur           | Pays      | Équipe                      | Temps |
| 1er | Tom Devriendt     | Belgique  | Wanty-Groupe Gobert         |       |
| 2e | Maarten Wynants   | Belgique  | LottoNL-Jumbo               |       |
| 3e | Brian van Goethem | Pays-Bas  | Roompot-Nederlandse Loterij |       |
| 4e | André Greipel     | Allemagne | Lotto-Soudal                |       |
| 5e | Max Walscheid     | Allemagne | Team Sunweb                 |       |